# 132791 Jeremybauman
132791 Jeremybauman è un asteroide della fascia principale. Scoperto nel 2002, presenta un'orbita caratterizzata da un semiasse maggiore pari a 3,087601 UA e da un'eccentricità di 0,237214, inclinata di 1,727959° rispetto all'eclittica. Ha un diametro di 5,643 km.